# Liste der Monuments historiques in Sercœur
Die Liste der Monuments historiques in Sercœur führt die Monuments historiques in der französischen Gemeinde Sercœur auf.

## Liste der Immobilien
| Bezeichnung    | Beschreibung            | Standort                | Kennzeichnung | Schutzstatus | Datum | Bild |
| -------------- | ----------------------- | ----------------------- | ------------- | ------------ | ----- | ---- |
| Friedhofskreuz | aus dem 16. Jahrhundert | auf dem Friedhof (Lage) | PA00107301    | Classé       | 1932  |      |

## Liste der Objekte
| Bezeichnung                                              | Beschreibung    | Standort                                           | Kennzeichnung | Schutzstatus | Datum | Bild |
| -------------------------------------------------------- | --------------- | -------------------------------------------------- | ------------- | ------------ | ----- | ---- |
| Gedenkstein an die Stiftung einer Sakramentsbruderschaft | Kalkstein, 1715 | in der Kirche Exaltation-de-la-Sainte-Croix (Lage) | PM88001075    | Classé       | 1994  |      |